# Swedish Open 1999
Lo Swedish Open 1999 è stato un torneo di tennis giocato sulla terra rossa. È stata la 52ª edizione dello Swedish Open, che fa parte della categoria International Series nell'ambito dell'ATP Tour 1999. Si è giocato al Båstad Tennis Stadion di Båstad in Svezia, dal 5 all'11 luglio 1999.

## Campioni

### Singolare
Juan Antonio Marín ha battuto in finale  Andreas Vinciguerra con il punteggio di 6–3 7–6(4)

### Doppio
David Adams /  Jeff Tarango hanno battuto in finale  Nicklas Kulti /  Mikael Tillström con il punteggio di 7–6(6) 6–4